# Eudule phlaearia
Eudule phlaearia là một loài bướm đêm trong họ Geometridae.